# Thomas Muir
Thomas Muir (Stonebyres, 25 agosto 1844 – 21 marzo 1934) è stato un matematico scozzese, conosciuto principalmente per i suoi studi sui determinanti.
Nacque a Stonebyres, nel Lanarkshire Meridionale e crebbe nella piccola città di Biggar. All'università di Glasgow il futuro Lord Kelvin gli consigliò di studiare matematica. Dopo la laurea ottenne una cattedra all'università di St. Andrews e all'università di Glasgow. Dal 1874 al 1892 insegnò nella scuola superiore di Glasgow. Nel 1882 e nel 1890 pubblicò due trattati sui determinanti. Nel suo lavoro del 1882 Muir provò un importante lemma:
Se B è una matrice antisimmetrica, allora il suo determinante è uguale al suo Pfaffiano elevato al quadrato.
{\displaystyle \det(\mathbf {B} )=\operatorname {Pf} ^{2}(\mathbf {B} )\,}
Dal 1892 si stabilì in Sudafrica, lavorando all'Università di Città del Capo. Fu fatto cavaliere nel 1910.
Dal 1906 in poi pubblicò cinque volumi sulla teoria dei determinanti. Un ulteriore libro seguì nel 1930.
Il suo nome è associato anche ad un teorema sulla relazione tra i minori.

## Opere di Thomas Muir
- The Theory of the Determinant in the Historical Order of Development. 4 vols. New York: Dover Publications 1960
- A Treatise on the Theory of Determinants. Revised and Enlarged by William H. Metzler. New York: Dover Publications 1960
- A Second Budget of Exercises on Determinants, American Mathematical Monthly, Vol. 31, No. 6. (June, 1924), pp. 264-274
- Note on the Transformation of a Determinant into any Other Equivalent Determinant, The Analyst, Vol. 10, No. 1. (Jan 1883), pp. 8-9